# 小行星8660
小行星8660（英語：8660 Sano）是一颗围绕太阳公转的小行星。1990年10月15日，圓舘金、渡邊和郎在北见发现了此天体。
这颗小行星的绝对星等为251.8929688593158等。